# Skånebjörnbär
Skånebjörnbär (Rubus axillaris) är en rosväxtart som beskrevs av Alexandre Louis (Alexander Ludwig) Simon Lejeune. Skånebjörnbär ingår i släktet rubusar, och familjen rosväxter. Inga underarter finns listade i Catalogue of Life.